# Pogoń Szczecin
Pogoń Szczecin – polski klub piłkarski z siedzibą w Szczecinie występujący w Ekstraklasie, dwukrotny wicemistrz Polski, pięciokrotny finalista Pucharu Polski. Klub zajmuje 7. miejsce w tabeli wszech czasów ekstraklasy.

## Historia

### Początki
Najpopularniejszy klub sportowy w Szczecinie został założony 21 kwietnia 1948 roku pod nazwą Klub Sportowy Sztorm. Pierwszymi sekcjami były sekcje piłki nożnej i boksu. Drużynę piłkarzy zgłoszono do rozgrywek C-klasy, organizowanych przez Zachodniopomorski Okręgowy Związek Piłki Nożnej. Sztorm był objęty patronatem szczecińskich transportowców.
W marcu 1949 roku kluby związkowe w Szczecinie (KS Sztorm, KS Cukrownik, KS Drukarz, Pocztowy KS) zostały połączone w jeden. Nowy klub, KS Związkowiec, w 1949 roku  przystąpił do rozgrywek A-klasy, w miejsce Pocztowego KS. W listopadzie 1950 roku w związku z machinacjami finansowymi rozwiązano Związkowca, a jego miejsce w lidze zajął, powstały przy Zarządzie Portu Szczecin, Klub Sportowy Kolejarz Szczecin (określany także, w okresie przymusowych zrzeszeń sportowych, jako Kolejarz Zarządu Portu – stąd pochodzi określenie Portowcy). W latach 1950/51 zespół brał udział w pierwszym po wojnie, a drugim w historii ogólnopolskim Pucharze Polski dochodząc do 1/8 finału. W 1951 roku drużyna wygrała rozgrywki A-klasy, ale baraży o II ligę nie przeszła z uwagi na grę nieuprawnionego zawodnika. W 1953 r., po reorganizacji rozgrywek, utworzono Ligę Międzywojewódzką, obejmującą województwa szczecińskie, zielonogórskie i poznańskie. Z tego pierwszego desygnowano do gry kluby: Kolejarz Szczecin, Gwardia Szczecin oraz Kolejarz Goleniów.
Jesienią 1955 roku Kolejarz zmienił nazwę na Klub Sportowy Pogoń, nawiązując (również barwami) do tradycji Pogoni Lwów. W 1957 roku pod wodzą Floriana Krygiera zespół został wicemistrzem Ligi Międzywojewódzkiej i w turnieju barażowym o II ligę (Flota Gdynia, Warta Gorzów, Kujawiak Włocławek) zajął I miejsce, awansując po raz pierwszy do II ligi. Od razu, w 1958 roku Pogoń zajęła w grupie północnej I miejsce (37 punktów, stosunek bramek 54:22), co dało historyczny awans do I ligi. Zespół przez cały sezon nie przegrał żadnego ze spotkań i wyczyn ten nie został nigdy powtórzony na tym poziomie rozgrywek.

### Sukcesy i porażki
W debiucie pierwszoligowym drużyna Portowców przegrała u siebie z Gwardią Warszawa 0:1. Pierwsze sezony w ekstraklasie nie były udane. W 1959 roku Pogoń zajęła 10. miejsce (na 12 zespołów), zaś w kolejnym – ostatnie i spadła do II ligi. Od 1961 roku w klubie postawiono na pracę z młodzieżą, a szczególne zasługi położyli trenerzy Zbigniew Ryziewicz i Florian Krygier.
W 1962 roku Pogoń powróciła do I ligi i grała w niej trzy sezony. W sezonie 1962/63 (pierwszych rozgrywkach po zmianie systemu na jesień – wiosna) napastnik Pogoni Marian Kielec został królem strzelców I ligi. Do II ligi Pogoń spadła w 1964 r., ale tylko na rok. Po ponownym awansie grała w I lidze przez 13 sezonów: był to najdłuższy nieprzerwany okres gry Pogoni w I lidze, a najwyższym miejscem była 4. pozycja w sezonie 1970/71. Rywalizację o medal Pogoń przegrała wtedy tylko różnicą bramek, porażka 1:3 w ostatnim meczu z Szombierkami w Bytomiu spowodowała spadek z 3. miejsca na 4. (do utrzymania pozycji na podium wystarczał remis).
Pogoń spadła do II ligi w roku 1979. Wróciła do ekstraklasy po dwóch sezonach, a lata 80. XX w. to czasy największych sukcesów klubu. Równocześnie z powrotem do I ligi Pogoń awansowała w 1981 r. do finału Pucharu Polski, rok później dokonała tego ponownie, ale w obu przypadkach minimalnie uległa rywalom: w roku 1981 Legii Warszawa 0:1 (po dogrywce), a w 1982 Lechowi Poznań 0:1.
W 1984 roku Pogoń, trenowana wówczas przez Eugeniusza Ksola, po raz pierwszy w swej historii zajęła miejsce na podium. Trzecie miejsce było przepustką do występów w europejskich pucharach (Puchar UEFA). W swoim debiucie Duma Pomorza wylosowała 1. FC Köln, w szeregach którego występowali reprezentanci RFN, m.in. Harald „Toni” Schumacher, Pierre Littbarski i Klaus Allofs. 19 września 1984 roku w Kolonii, Pogoń mimo niezłej gry i okazji bramkowych, przegrała 1:2 (bramka dla Pogoni po samobójczym trafieniu Uwe Haasa). 3 października w Szczecinie przegrała 0:1, nie wykorzystując m.in. dwóch rzutów karnych i odpadła w pierwszej rundzie. Klub występował też w Pucharze Intertoto, dwukrotnie wygrywając grupę (w latach 80. były to tylko rozgrywki grupowe, bez dalszych rund), przy czym w 1983 r. w pokonanym polu zostawił m.in. Werder Brema i Malmö FF.
W 1987 roku szczeciński klub osiągnął swój największy w dotychczasowej historii sukces: Portowcy zostali wicemistrzami Polski. Zespół, trenowany przez charyzmatycznego i niezwykle popularnego w Szczecinie Leszka Jezierskiego „Napoleona”, grał ofensywnie i strzelał dużo bramek. Pogoń, w barwach której grali m.in. Marek Szczech, Mariusz Kuras, Kazimierz Sokołowski, Marek Ostrowski, Marek Leśniak i Jerzy Hawrylewicz, rozbiła m.in. GKS Katowice 7:2 i Lechię Gdańsk 5:1. Na finiszu rozgrywek szczecińską drużynę wyprzedził jedynie Górnik Zabrze. Królem strzelców ligi został Marek Leśniak (24 bramki).
W I rundzie Pucharu UEFA szczeciński zespół ponownie trafił na wymagającego rywala, ekipę Hellas Werona. W zespole, który w 1985 zdobył mistrzostwo Włoch, grali m.in. Niemiec Thomas Berthold i Duńczyk Preben Elkjær Larsen. 16 września w Szczecinie, padł remis 1:1 (gol Marka Leśniaka)., a dwa tygodnie później Pogoń uległa rywalom 1:3 (bramkę dla Pogoni zdobył Jerzy Hawrylewicz). Dwa lata później Pogoń zanotowała spadek do drugiej ligi, w której grała przez 3 sezony. Później, w latach 90 XX w. przeważnie zajmowała miejsca w środku tabeli. W sezonie 1993/1994 zespół ustanowił osobliwy, niepobity później rekord ekstraklasy – zremisował aż 19 meczów (z 34), zajmując wtedy 5. miejsce (najlepsze w tej dekadzie). Portowcy  utracili ekstraklasę w roku 1996, ale na krótko. Powrót nastąpił już w kolejnym sezonie.

### Kryzys
Na przełomie tysiącleci rozpoczął się najtrudniejszy okres w historii Pogoni. Zarząd Portów Szczecin-Świnoujście wycofał się z finansowania i zarządzania klubem, rozpoczęto więc poszukiwania innych źródeł utrzymania klubu. W 1999 roku miasto zaoferowało tureckiemu przedsiębiorcy Sabriemu Bekdaşowi tereny przy stadionie, w zamian za finansowanie Pogoni. 29 grudnia powołano do życia Sportową Spółkę Akcyjną Morski Klub Sportowy Pogoń Szczecin. Polityka zatrudniania przez Bekdaşa w Pogoni piłkarskich gwiazd (Dariusz Gęsior, Grzegorz Mielcarski, Jerzy Podbrożny, Kazimierz Węgrzyn, Brasília, a nawet Oleg Salenko, król strzelców Mundialu w 1994, który zresztą zaliczył w Pogoni tylko jeden kilkunastominutowy występ) przyniosła efekty. W 2001 roku Pogoń zdobyła drugie w swych dziejach wicemistrzostwo Polski, ustępując w tabeli jedynie wschodzącej gwieździe Wisły Kraków.
Po tym sukcesie szybko pojawiły się problemy. Mimo wcześniej zawartej umowy władze Szczecina z prezydentem Edmundem Runowiczem nie wydzierżawiły Bekdaşowi 18 hektarów wokół stadionu Pogoni, na których turecki biznesmen chciał przeprowadzić własne inwestycje. W tej sytuacji Sabri Bekdaş w listopadzie 2001 roku wstrzymał finansowanie klubu i wkrótce wycofał się, zostawiając  Pogoń z ogromnymi długami. Osłabiona kadrowo Pogoń przegrała w I rundzie pucharu UEFA z amatorami z Islandii, Fylkirem Reykjavík (1:1 u siebie i 1:2 w meczu wyjazdowym), jesienią awansowała jeszcze w I lidze do grupy mistrzowskiej (ligę rozgrywano w tym sezonie z podziałem na grupy), ale zajęła w niej ostatnie miejsce. 4 lipca 2002 r. właścicielem spółki został szwedzki biznesmen polskiego pochodzenia – Les Gondor (vel Leszek Gondorowicz, przed laty taksówkarz z Lipian). Jego rządy i kolejne przepychanki z miastem doprowadziły klub do upadku. W sezonie 2002/2003 zrujnowana kadrowo Pogoń wygrała tylko dwa mecze, w 30 spotkaniach zdobyła zaledwie 9 punktów i spadła z I ligi.
Klub nie dostał drugoligowej licencji i formalnie przestał istnieć. Powstałe w 2002 r. Stowarzyszenie Kibiców Pogoni Szczecin – Pogoń Walcząca założyło 26 maja 2003 klub piłkarski Pogoń Nowa Szczecin, który został zgłoszony w Zachodniopomorskim Związku Piłki Nożnej do rozgrywek czwartoligowych w sezonie 2003/2004. Natomiast Antoni Ptak, przedsiębiorca i właściciel Sportowej Spółki Akcyjnej Piotrcovia Piotrków Trybunalski, wcześniej działający w ŁKS (mistrzostwo Polski w sezonie 1997/98) i Lechii/Polonii Gdańsk, postanowił z końcem sezonu 2002/2003 przenieść z Piotrkowa Trybunalskiego do Szczecina drużynę z II-ligową licencją (Piotrcovia, 10. miejsce w II lidze) i zmienić jej nazwę na MKS Pogoń Szczecin. Mimo kontrowersji, jakie wywołał ten pomysł w szczecińskim środowisku, przedsiębiorca ze Rzgowa zrealizował swoją koncepcję, uzyskując prawa do nazwy, barw i tradycji klubu w wyniku umowy z Pogonią Nową. Do rejestracji nowej spółki doszło 8 lipca 2003 roku. Pierwsza drużyna nowego klubu zajęła miejsce Piotrcovii w II lidze, a miejsce Pogoni Nowej w IV lidze kibice przekazali rezerwom. Trzon zespołu z Piotrkowa uzupełniono o piłkarzy szczecińskich, co pozwoliło zachodniopomorskim kibicom bardziej identyfikować się z klubem kierowanym przez Antoniego Ptaka; niezmieniona pozostała też  nazwa Pogoń, co zastrzegło Stowarzyszenie Kibiców (wcześniej Antoni Ptak do nazw ŁKS czy Piotrcovii dodawał dla reklamy swoje nazwisko). Drużyna wygrała rozgrywki II ligi i awansowała do ekstraklasy w sezonie 2003/2004.
Pogoń Nowa skupiła się na prowadzeniu drużyn młodzieżowych (początkowo po dwie drużyny juniorów i trampkarzy). W roku 2004 zespół prowadzony przez Włodzimierza Obsta w walce o ćwierćfinał mistrzostw Polski juniorów starszych pokonał faworyzowaną drużynę Lecha Poznań.
W sezonie 2004/2005 Pogoń zajęła w ekstraklasie 9. miejsce (na 14 zespołów) i została zgłoszona do Pucharu Intertoto. Była to swoista rekompensata ze strony PZPN za nieuczciwe wyeliminowanie Pogoni w ćwierćfinale Pucharu Polski, wskutek fałszywych decyzji sędziego Roberta Werdera, później jednego z bohaterów afery korupcyjnej. W I rundzie Pogoń wyeliminowała mołdawski Tiligul-Tiras Tiraspol, w II rundzie Portowcy odpadli po dwumeczu z czeską Sigmą Ołomuniec.
Zimą 2006 r. Antoni Ptak nie był zadowolony z wyników drużyny w rundzie jesiennej Ekstraklasy (9. miejsce, przy zaległym meczu) i zdecydował się na sprzedaż większości zawodników. Postanowił zastąpić ich graczami brazylijskimi, wyszukiwanymi za oceanem przez jego syna, Dawida Ptaka (formalnie prezesa Pogoni). Swą koncepcję budowy zespołu Antoni Ptak streścił słowami „Pogoń będzie brazylijska, albo żadna”. Do końca lutego 2006 roku w klubie zatrudniono kilkunastu piłkarzy z Brazylii i Pogoń stała się bodaj jedynym niebrazylijskim klubem na świecie zbudowanym niemal w 100% z zawodników tego kraju. Ewenementem było również „skoszarowanie” drużyny pod Łodzią, w oddalonym od Szczecina niemal o 500 kilometrów Gutowie Małym, gdzie Antoni Ptak wybudował piłkarski ośrodek szkoleniowy. Piłkarze musieli stamtąd dojeżdżać do Szczecina na mecze rozgrywane „u siebie” i były to ich najodleglejsze wyjazdy na mecze ligowe.

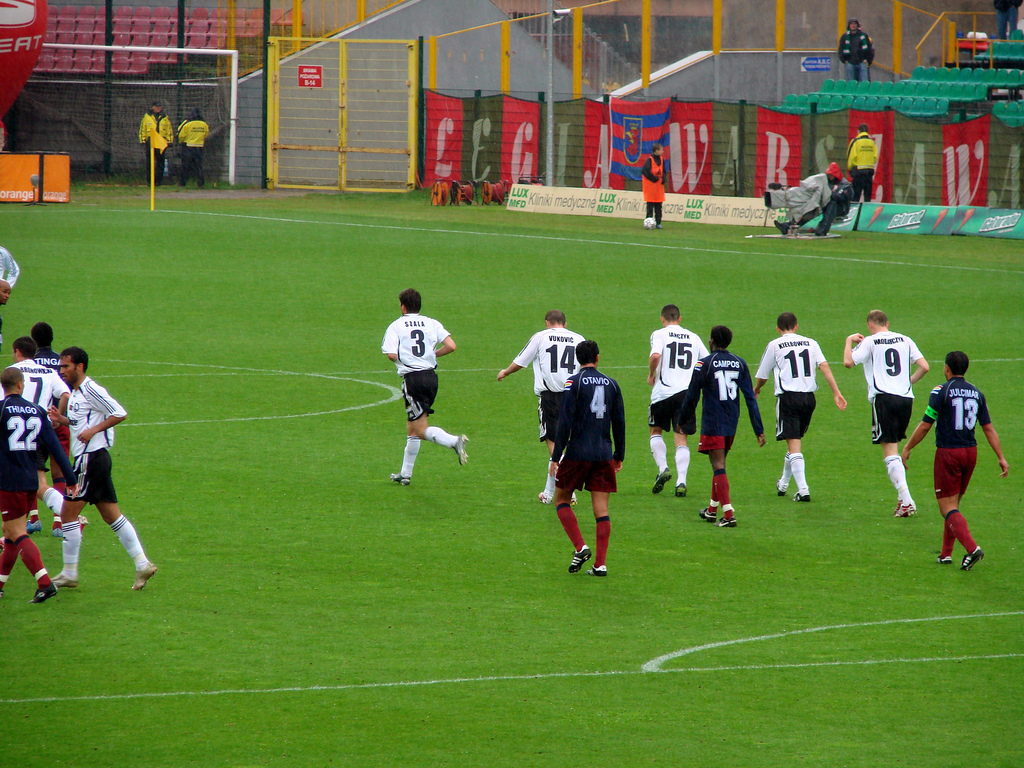
Mecz Legii z Pogonią zakończony wynikiem 3:1 (1:1); w ekipie szczecinian na boisko wyszli m.in. Julcimar, Campos, Otávio, Thiago i Tinga (6 maja 2007).

Kolejnym precedensem w historii szczecińskiego i polskiego futbolu był mecz przeciwko Bełchatowowi (11 kwietnia 2006). Na boisko w Bełchatowie w barwach Pogoni wyszła jedenastka, w składzie której nie było ani jednego Polaka – słowacki bramkarz Boris Peškovič i dziesięciu Brazylijczyków. Mecz zakończył się porażką 0:2. Na koniec rundy wiosennej sezonu 2005/2006 Pogoń zajęła 11. miejsce.
Wskutek takiej polityki Antoniego Ptaka w sezonie 2006/2007 Pogoń Nowa chciała wystąpić w IV lidze w miejsce drużyny rezerw, ale do porozumienia nie doszło. Od 26 sierpnia 2006 roku Pogoń Nowa, niezależnie od Pogoni Antoniego Ptaka, utworzyła drużynę seniorów i przystąpiła do zachodniopomorskiej B-klasy. Działaczami klubu i zarazem piłkarzami tego zespołu zostali były reprezentant Polski Dariusz Adamczuk oraz były pierwszoligowiec Grzegorz Matlak. Drużyna rozgrywała mecze na bocznym boisku stadionu im. Floriana Krygiera. Pogoń Nowa od razu wywalczyłą łatwo awans do A-klasy (21 zwycięstw i 1 remis, bilans bramek 146:12, najwyższe zwycięstwo 18:0, a na wyjeździe 9:0). W meczach gościnnie występowali znakomici przed laty piłkarze Pogoni, zasłużeni dla klubu: Zenon Kasztelan, Zbigniew Kozłowski, Mariusz Kuras, Andrzej Rycak i Adam Kensy.
Natomiast brazylijska Pogoń Antoniego Ptaka w sezonie 2006/2007 zajęła zdecydowanie ostatnie miejsce w I lidze, odnosząc tylko 3 zwycięstwa. Antoni Ptak dokonał wyprzedaży zawodników i negocjował sprzedaż klubu z kilkoma podmiotami, rozważał także przeniesienie drużyny do innego miasta – jednakże pod inną nazwą, gdyż prawo do nazwy, herbu i tradycji szczecińskiego klubu należą do Stowarzyszenia Morski Klub Sportowy Pogoń Szczecin.

### Odbudowa
Kupnem Pogoni od Antoniego Ptaka zainteresowani byli dwaj zachodniopomorscy przedsiębiorcy: Artur Kałużny (Szczecin, branża gastronomiczna) i Grzegorz Smolny (Złocieniec, branża drzewna). Jednak 28 czerwca 2007 roku przedstawiciele Antoniego Ptaka, po długich negocjacjach z udziałem przedstawicieli PZPN, ostatecznie odmówili sprzedaży klubu, co oznaczało jego likwidację, utratę licencji i miejsca w II lidze. Nabywcy utworzyli więc spółkę akcyjną na bazie kibicowskiej Pogoni Nowej, do której po wycofaniu się klubu Antoniego Ptaka z rozgrywek powróciło prawo do miejsca w IV lidze, po zespole rezerwowym. 24 lipca utworzono Pogoń Szczecin Spółkę Akcyjną. Udziałowcami spółki zostali Artur Kałużny i Grzegorz Smolny – 50%, Stowarzyszenie Klub Sportowy Pogoń Szczecin Nowa – 25%, Dariusz Adamczuk – 12,5%, Grzegorz Matlak – 12,5%. Stowarzyszenie Morski Klub Sportowy Pogoń Szczecin uzyskując zabezpieczenia formalno-prawne przekazało do nowej spółki prawo do nazwy, barw, herbu i tradycji Pogoni Szczecin. 25 lipca Nadzwyczajne Walne Zgromadzenie Klubu Sportowego Pogoń Szczecin Nowa, podjęło decyzję o przekazaniu do nowo powstałej spółki akcyjnej Pogoń Szczecin sekcji piłkarskiej. 31 lipca, po ostatecznym wycofaniu się Antoniego Ptaka ze szczecińskiej piłki, Zachodniopomorski Związek Piłki Nożnej zdecydował, że nowa spółka Pogoń Szczecin warunkowo wystąpi w rozgrywkach czwartoligowych. Uchwała uprawomocniła się po spełnieniu przez spółkę 7 punktów formalno-prawnych. Od tej pory spółka kontynuuje tradycje Pogoni Szczecin.
Wycofanie Pogoni Szczecin z ligi (rozpoczęcie gry na nowo od IV ligi) spowodowało, że klubowi nie groziły sankcje za udział w aferze korupcyjnej dotyczącej meczów z lat 2002 – 2005, ponieważ władze sportowe nie karały degradacjami, odbieraniem punktów i grzywnami klubów, które same wycofały się z rozgrywek (nowa Pogoń stanowiła formalnie nowy klub). Śledztwo prowadzone w sprawie afery korupcyjnej zakończyło się zaś wyrokami skazującymi dotyczącymi również ustawiania meczów Pogoni, a jedną z osób, której postawiono zarzuty i skazano za korupcję, był syn właściciela Pogoni Antoniego Ptaka, pełniący funkcję prezesa klubu.
11 sierpnia 2007 roku Pogoń wystartowała w rozgrywkach IV ligi. Sezon 2007/2008 drużyna zakończyła zwycięsko, a w spotkaniu barażowym dwukrotnie pokonała Zatokę Puck. Dało to Portowcom awans do zreformowanej II ligi. W czerwcu 2008 r. miały miejsce rozmowy z właścicielem Dyskobolii Groclin Grodzisk Wielkopolski, Zbigniewem Drzymałą. Miały one na celu przeniesienie zespołu i miejsca w ekstraklasie z Grodziska do Szczecina, a następnie fuzję obu klubów pod szyldem Pogoni Szczecin. Oznaczałoby to powrót Portowców do ekstraklasy od nowego sezonu. Doświadczenia z Antonim Ptakiem i Piotrcovią spowodowały jednak silny sprzeciw stowarzyszeń kibiców i Pogoń Nowa nie zaakceptowała fuzji z Groclinem. Rozmowy ze Zbigniewem Drzymałą zerwano.
W sezonie 2008/2009 Pogoń Szczecin zajęła 2. miejsce w II lidze grupy zachodniej, awansując do I ligi. W I lidze zespół zatrzymał się na drodze awansów, zajmując w niej w dwóch kolejnych sezonach 5. i 6. miejsce. Natomiast w 2010 r. po raz trzeci awansował do finału Pucharu Polski i po raz trzeci przegrał finał wynikiem 0:1 – tym razem z Jagiellonią Białystok.

### Powrót do Ekstraklasy i dalsze lata
11 lutego 2011 prezesem zarządu spółki Pogoń Szczecin SA został Jarosław Mroczek.10 kwietnia 2012 trenerem Pogoni Szczecin został Ryszard Tarasiewicz. Grająca wówczas w I lidze Pogoń wywalczyła pod jego wodzą awans do Ekstraklasy, jednak kontraktu z Tarasiewiczem nie przedłużono. Nowym szkoleniowcem został Artur Skowronek, a 19 marca 2013 roku jego następcą został Dariusz Wdowczyk. W swoim jubileuszowym, czterdziestym sezonie w najwyższej klasie rozgrywkowej Pogoń zajęła 12. miejsce.
W 2013 roku klub obchodził także swoje 65-lecie. Z tej okazji 10 lipca zorganizowano towarzyski mecz z Olympique Lyon, który zakończył się wynikiem 0:0.

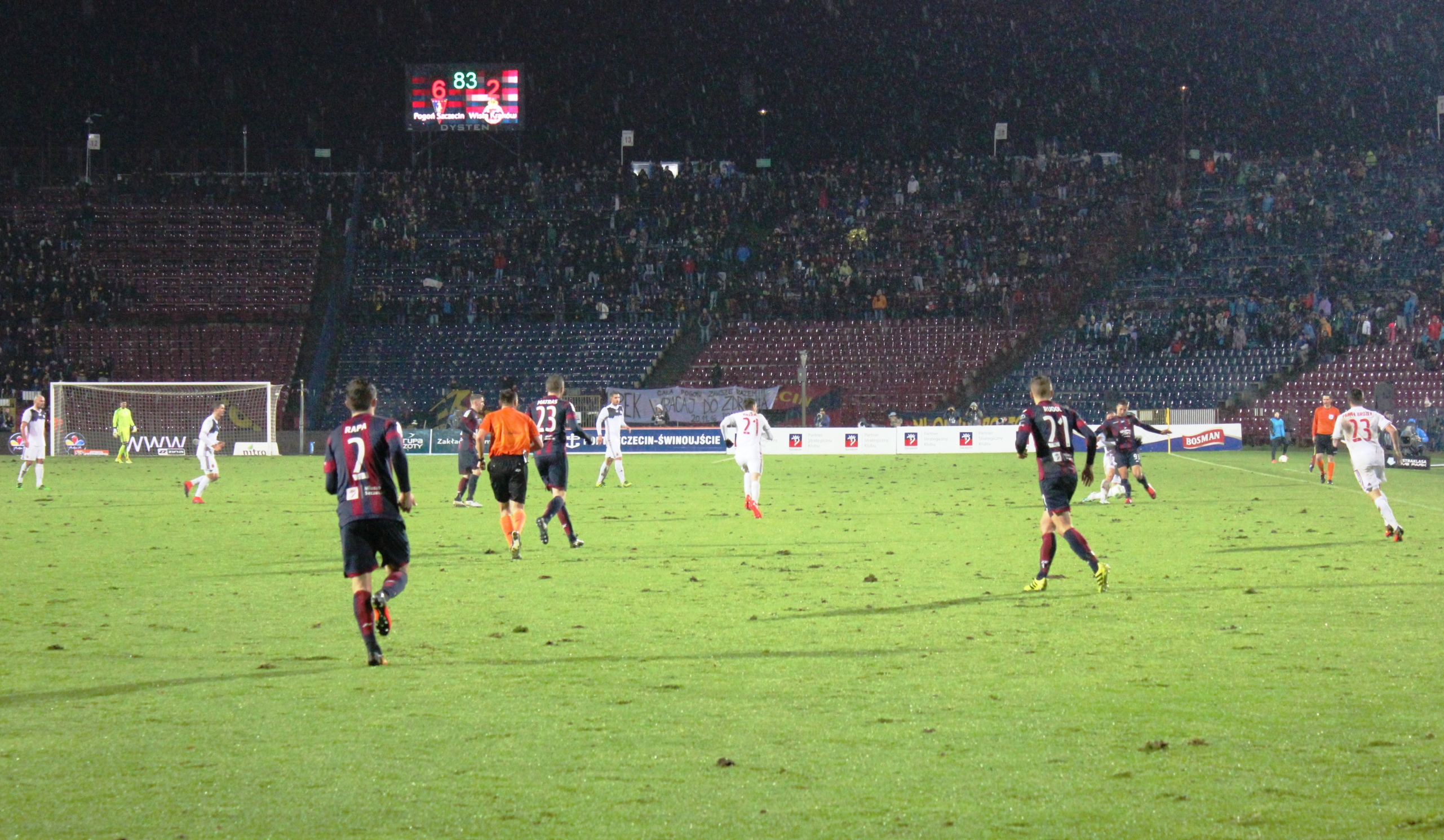
Mecz Pogoni z Wisłą Kraków zakończony wynikiem 6:2 (4:1) był spotkaniem z największą liczbą goli w całym sezonie 2016/2017 Ekstraklasy (19 listopada 2016).

Od czasu wprowadzenia w sezonie 2013/2014 systemu rozgrywek nazywanego ESA 37 (po rozegraniu 30 kolejek ligowych następował podział na dwie grupy po osiem klubów, które rozgrywają rundę finałową systemem każdy z każdym po jednym meczu) Pogoń zaczęła regularnie zdobywać miejsce w finałowej grupie mistrzowskiej. W sezonie 2013/2014 napastnik Pogoni Marcin Robak został królem strzelców ekstraklasy (22 bramki, z czego 21 w Pogoni, pierwszą zdobył dla Piasta Gliwice). W rundzie zasadniczej sezonu 2015/2016 Pogoń zajęła nawet 3. miejsce. Natomiast w rundzie finałowej zespół zawsze grał słabo i nie podejmował walki o wyższe pozycje, spadał w tabeli, a trenerzy eksperymentowali ze składem. W efekcie w latach 2014 i 2015 Pogoń nie wygrała ani jednego meczu w finałowej grupie mistrzowskiej, w roku 2016 dwa, a w roku 2017 jeden. Było to dostrzegane przez komentatorów i kibiców i spotykało się z powszechną krytyką.
Objęcie funkcji trenera Pogoni na początku sezonu 2017/2018 przez Macieja Skorżę zakończyło się spektakularną klapą – zespół od kilku lat plasujący się w górnej połówce tabeli zaczął przegrywać mecz za meczem i po 15 kolejkach miał na koncie tylko 2 zwycięstwa, 3 remisy i aż 10 porażek. Wówczas funkcję trenera zajmującej ostatnie miejsce w ekstraklasie Pogoni objął Niemiec Kosta Runjaić i wyprowadził zespół z kryzysu: Pogoń w pozostałej części sezonu uzyskała 10 zwycięstw, 6 remisów i 6 porażek i wprawdzie po raz pierwszy znalazła się w grupie spadkowej, ale utrzymała się bez trudu w ekstraklasie (11. miejsce). W następnym sezonie zespół powrócił do górnej części tabeli, a pozytywnie oceniany trener Kosta Runjaić podpisał długoterminowy kontrakt. Jednocześnie rozpoczęła się budowa praktycznie nowego stadionu dla Pogoni poprzez sukcesywną rozbiórkę starych trybun i budowę na ich miejsce nowych.
W sezonie 2019/2020 Pogoń w pierwszej części rozgrywek należała do czołówki ekstraklasy, zajmowała miejsce w pierwszej trójce, była liderem. Jednak w przerwie zimowej oraz wiosną 2020 r., gdy rozgrywki wstrzymała pandemia COVID-19, klub opuścili trzej podstawowi zawodnicy linii ataku, którzy do chwili przerwania rozgrywek zdobyli łącznie 16 z 27 bramek strzelonych w 26 meczach. Po wznowieniu rozgrywek Pogoń zdobyła już tylko 8 bramek w 11 meczach i zakończyła rozgrywki na 6. miejscu. Krytykowany za osłabianie zespołu prezes Jarosław Mroczek na konferencji prasowej 9 lipca 2020 r. oświadczył, że podjęcie walki o sukces sportowy i start w pucharach europejskich to ryzyko, a najmniej ryzykownym źródłem pozyskania środków są przychody z transferów. Po tym oświadczeniu główny sponsor, Grupa Azoty Police SA (której prezes Wojciech Wardacki wcześniej sygnalizował, że sponsor nie jest zainteresowany wspieraniem zespołu zajmującego ciągle miejsce w środku tabeli i oczekuje walki o puchary) poinformowała 24 lipca 2020 r., że wycofuje się ze sponsorowania Pogoni: sponsoring nie przynosił oczekiwanych korzyści wizerunkowych, gdyż drużyna nie osiągała zakładanych przez spółkę celów sportowych.
Z niepowodzenia i utraty sponsora strategicznego zarząd klubu wyciągnął wnioski i latem 2020 r. drużyny nie osłabiano. W efekcie w sezonie 2020/21 Pogoń na półmetku rozgrywek była liderem, mając tylko 2 porażki na koncie. Gra zespołu wiosną nie była już tak dobra, ale wystarczyła do zdobycia brązowego medalu (czwartego w historii klubu podium Ekstraklasy), przy czym Pogoń miała najlepszą w lidze obronę, natomiast słabszą stroną zespołu był atak. W tym samym sezonie Pogoń zdobyła również po raz drugi w historii klubu mistrzostwo Polski juniorów.
Innym osiągnięciem klubu był występ zawodnika Pogoni Kacpra Kozłowskiego w reprezentacji Polski na finałach przełożonych z 2020 r. Mistrzostw Europy. Szczecinianin (będący w czasie mistrzostw jedynym w reprezentacji piłkarzem Ekstraklasy) stał się najmłodszym zawodnikiem, jaki kiedykolwiek w finałach tej imprezy grał, bo miał 17 lat i 246 dni w dniu pierwszego występu na Euro (debiutował w reprezentacji mając 17 lat i 163 dni, młodszy w chwili debiutu był tylko Włodzimierz Lubański). Kozłowski, choć był juniorem, nie uczestniczył w zdobyciu wspomnianego mistrzostwa Polski juniorów - grał wtedy już w pierwszym zespole (debiutował w ekstraklasie w wieku 15 lat i 7 miesięcy, jako najmłodszy piłkarz w XXI wieku).
Zajęcie trzeciego miejsca w lidze dało Pogoni prawo do występu w pucharach europejskich, mianowicie w nowo powołanej Lidze Konferencji Europy. Występ zakończył się jednak niepowodzeniem - Pogoń wylosowała wicemistrza Chorwacji NK Osijek i odpadła w II rundzie kwalifikacji (od której zaczynała rozgrywki) po bezbramkowym remisie w Szczecinie i porażce 0-1 na wyjeździe.
W kolejnym sezonie (2021/22) przebieg rozgrywek był dla Pogoni bardzo podobny. Do drużyny powrócił wielokrotny reprezentant Polski, wychowanek klubu Kamil Grosicki. Zespół cały czas był w czołówce ligi, jeszcze na siedem kolejek przed końcem rozgrywek był liderem. Tradycyjnie jednak końcówka była słaba, Pogoń - osłabiona odejściem Kacpra Kozłowskiego w przerwie zimowej - przegrała na własnym stadionie mecze z głównymi rywalami do mistrzostwa. Na kilka kolejek przed końcem swój zamiar odejścia ogłosił trener Kosta Runjaić i w dodatku niemal od razu ujawniono, że przejdzie do Legii Warszawa (co rzeczywiście stało się zaraz po zakończeniu sezonu). Z siedmiu ostatnich meczów Pogoń wygrała tylko dwa (po komunikacie o odejściu trenera - już żadnego z czterech) i skończyła rozgrywki ponownie na trzecim miejscu, mimo że w sezonie zdobyła najwięcej punktów w historii swych ligowych występów, wygrała najwięcej meczów (18) i najmniej przegrała (5, wyrównując wynik z sezonu 1986/87). Miejsce to było rozczarowaniem dla spodziewających się skutecznej walki o mistrzostwo kibiców. Po sezonie trenerem zespołu został Szwed Jens Gustafsson, którego klub wykupił ze stanowiska selekcjonera młodzieżowej reprezentacji Szwecji.
1 października 2022 r. zakończyła się przebudowa Stadionu Miejskiego w Szczecinie, na którym Pogoń rozgrywa mecze. Stadion po przebudowie ma 21.163 miejsca (wszystkie pod dachem) na czterech trybunach, a otwarcia dokonano przed meczem z Lechią Gdańsk (wygranym 2:1). Po słabszej nieco jesieni Pogoń lepiej grała wiosną i miała dobrą końcówkę rozgrywek, a w ostatnich 11 kolejkach poniosła tylko jedną porażkę, w przedostatniej kolejce z Górnikiem w Zabrzu. Zwycięstwa pozbawili Pogoń sędziowie Tomasz Kwiatkowski i Daniel Stefański (VAR): w doliczonym czasie gry przy stanie 1:1 mimo ewidentnego faulu w polu karnym nie podyktowali rzutu karnego dla Pogoni, a wówczas piłkarze Górnika dzięki temu, że gry nie przerwano, skontrowali i strzelili zwycięską bramkę. Po meczu Tomasz Kwiatkowski przyznał się do błędu i przepraszał, a sprawa nabrała rozgłosu, gdyż błąd sędziów i strata trzech punktów pozbawiły Pogoń trzeciego miejsca w lidze i medali - Lech Poznań wyprzedził Pogoń o dwa punkty. Mimo zdobycia prawa występu w Lidze Konferencji Europy (czwarte miejsce do tego wystarczyło), sezon zakończył się więc dla Pogoni wielkim rozgoryczeniem.
W sezonie 2023/24 Pogoń wysokie zwycięstwa przeplatała zaskakującymi porażkami, przegrała kilka meczów na własnym stadionie z niżej notowanymi przeciwnikami. Choć nadal zaliczana do czołówki, przez niemal cały sezon była poza podium, a zakończyła go na 4. miejscu, niedającym prawa gry w europejskich pucharach. Jednak największym dramatem był Puchar Polski: Pogoń pokonała kilka silnych zespołów, by w finale trafić na I-ligową Wisłę Kraków. 2 maja 2024 r. na Stadionie Narodowym zagrała niespodziewanie słabo i choć objęła prowadzenie 1:0, to straciła wyrównującą bramkę w ostatniej sekundzie meczu (w ósmej minucie doliczonego czasu), a na początku dogrywki kolejną i przegrała 1:2. Porażka w najważniejszym meczu z dużo niżej notowanym przeciwnikiem (na koniec sezonu Wisła zajęła zaledwie 10. miejsce w I lidze, najniższe w całej historii tego klubu) wywołała drwiny w całej Polsce, wielkie rozgoryczenie w klubie i Szczecinie oraz wściekłość kibiców Pogoni, którzy byli pełni nadziei na przełamanie wieloletniej klątwy „pustej gabloty” i zdobycie pierwszego w historii klubu tytułu.

### Zagraniczny inwestor
Po styczniowym fiasku negocjacji z potencjalnym kanadyjskim inwestorem irańskiego pochodzenia Alexem (Vahidem) Haditaghim z przełomu 2024 i 2025 roku, w 1. połowie lutego 2025 doszło do istotnych zmian w strukturze właścicielskiej spółki Pogoń Szczecin SA. Około 85% udziałów (45724 akcje stanowiących całość pakietu należącego dotychczas do akcjonariusza EPA Sp. z o.o., której prezesem jest Jarosław Mroczek) zakupionych zostało 7 lutego 2025 przez reprezentowaną przez prawnika włoskiej narodowości Nilo Aguillara Efforiego istniejącą od 6 listopada 2023 londyńską spółkę Sports Strategy and Investment Ltd z kapitałem zakładowym w wysokości 1000GBP (inne źródła podawały należącą do tego samego właściciela zarejestrowaną 2 stycznia 2025 spółkę United Sports Investments Ltd z identycznym kapitałem zakładowym, jednakże 11 lutego 2025 złożono wniosek o jej wykreślenie z brytyjskiego rejestru spółek). Wg niektórych doniesień medialnych Effori miałby stać na czele brazylijskiej grupy adwokackiej Bichara e Motta Advogados zaangażowanej m.in. w przenosiny trenera Pogoni Jensa Gustaffssona do Al-Fateh, czy transfery Neymara i Viniciusa Juniora. Strona internetowa tejże nie informowała ani o takiej transakcji ani nazwisko Efforiego nie figurowało na liście członków grupy. W komunikacie podano, iż 12 lutego 2025 została zarejestrowana zmiana większościowego akcjonariusza spółki Pogoń Szczecin SA a 14 lutego 2025 Nadzwyczajne Walne Zgromadzenie Akcjonariuszy dokonało zmian w strukturze władz spółki odwołując dotychczasowy trzyosobowy zarząd (prezesa Mroczka i wiceprezesów Dariusza Adamczuka oraz Łukasza Machińskiego) i powołując nowy, dwusobowy − tj. prezesa Nilo Aguillara Efforiego i wiceprezesa Karola Piotra Zaborowskiego (panowie mieli poznać się 4 grudnia 2024 na trybunach Stadionu Miejskiego w Szczecinie podczas meczu ⅛ finału Pucharu Polski). Po przekształceniach w akcjonariacie do rady nadzorczej spółki — oprócz członków z poprzedniego nadania, tj. Tomasza Mariusza Brzozowskiego, Dariusza Sałaty i Jarosława Mariusza Sajewicza — weszli James Bray, Luis Felipe De Campos i Liz Soutter.  
Z powodu nieuiszczenia w terminie przez SS&I Ltd. należności za nabyty od EPA sp. z o.o. pakiet akcji, sprzedający wnioskował do VIII Wydziału Gospodarczego Sądu Okręgowego w Szczecinie o zabezpieczenie powództwa przed wszczęciem postępowania. „10 marca 2025 sąd wydał postanowienie, w którym uwzględnił ten wniosek poprzez zajęcie praw majątkowych w postaci nabytych i posiadanych przez spółkę Sport Strategy & Investment Limited akcji w spółce Pogoń Szczecin SA” oraz wyznaczył 14-dniowy okres na złożenie pozwu. 

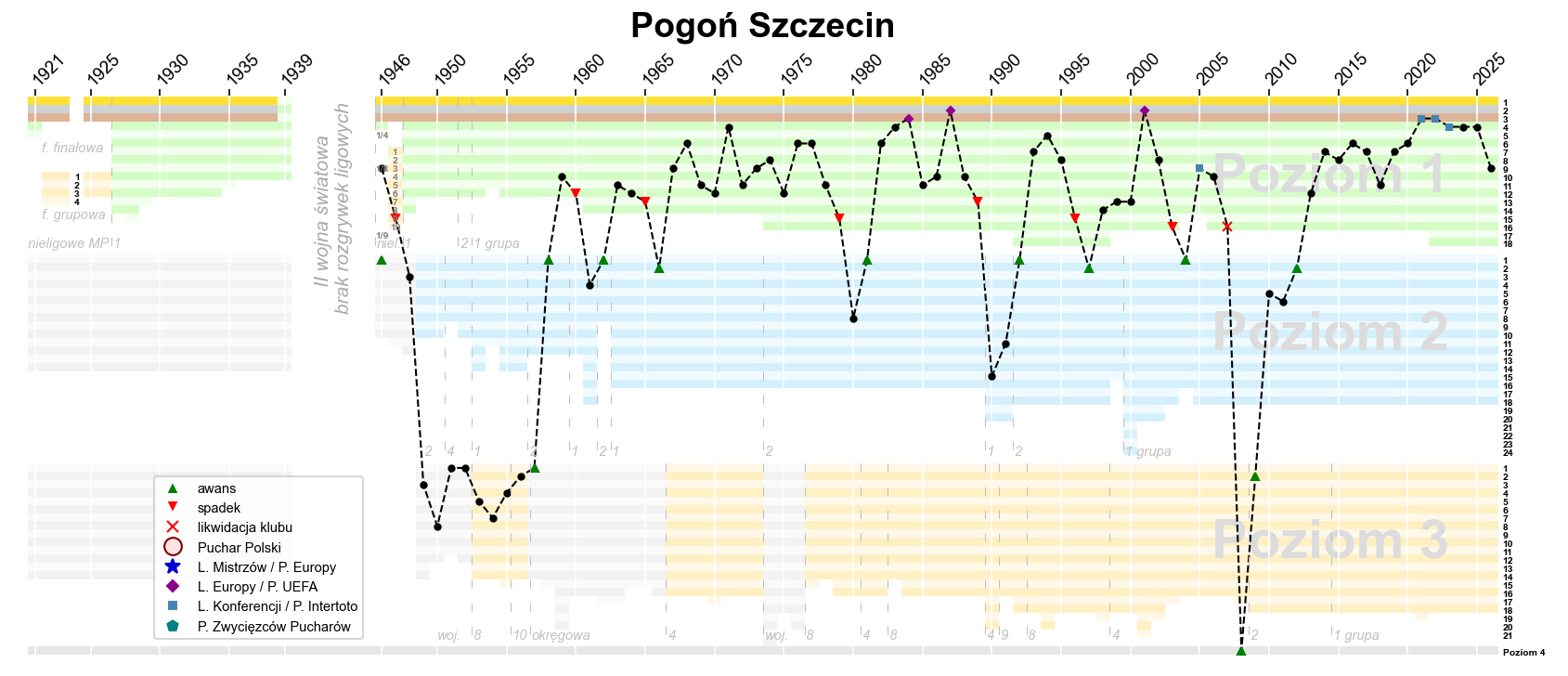
Historia występów Pogoni Szczecin w rozgrywkach ligowych

## Trenerzy
| Lp. | Imię i nazwisko       | Okres urzędowania | Okres urzędowania |
| --- | --------------------- | ----------------- | ----------------- |
| 1.  | Jan Dixa              | 1950              | 1950              |
| 2.  | Kazimierz Chrostek    | 1951              | 1952              |
| 3.  | Zygmunt Czyżewski     | 1953              | 1953              |
| 4.  | Henryk Wielga         | 1954              | 1954              |
| 5.  | Mieczysław Matyas     | 1955              | 31.05.1956        |
| 6.  | Florian Krygier       | 01.06.1956        | 31.12.1958        |
| 7.  | Edward Brzozowski     | 01.01.1959        | 31.12.1959        |
| 8.  | Florian Krygier       | 01.01.1960        | 30.09.1960        |
| 9.  | Edward Brzozowski     | 01.10.1960        | 31.12.1961        |
| 10. | Zygmunt Czyżewski     | 01.01.1962        | 30.06.1963        |
| 11. | Marian Suchogórski    | 01.07.1963        | 30.06.1965        |
| 12. | Stefan Żywotko        | 01.07.1965        | 31.12.1969        |
| 13. | Eugeniusz Ksol        | 01.01.1970        | 30.06.1970        |
| 14. | Karel Kosař           | 01.07.1970        | 30.06.1972        |
| 15. | Edmund Zientara       | 01.07.1972        | 30.06.1975        |
| 16. | Bogusław Hajdas       | 01.07.1975        | 30.06.1977        |
| 17. | Aleksander Mandziara  | 01.07.1977        | 30.06.1978        |
| 18. | Hubert Fiałkowski     | 01.07.1978        | 31.12.1978        |
| 19. | Konstanty Pawlikaniec | 01.01.1979        | 30.09.1979        |
| 20. | Jerzy Kopa            | 01.10.1979        | 30.06.1982        |
| 21. | Eugeniusz Ksol        | 01.07.1982        | 19.03.1985        |
| 22. | Maciej Hejn           | 20.03.1985        | 30.06.1985        |
| 23. | Leszek Jezierski      | 28.07.1985        | 30.06.1987        |
| 24. | Jan Jucha             | 01.07.1987        | 19.03.1988        |
| 25. | Jerzy Jatczak         | 20.03.1988        | 30.06.1988        |

| Lp. | Imię i nazwisko      | Okres urzędowania | Okres urzędowania |
| --- | -------------------- | ----------------- | ----------------- |
| 26. | Lesław Ćmikiewicz    | 01.07.1988        | 10.04.1989        |
| 27. | Eugeniusz Ksol       | 11.04.1989        | 18.10.1989        |
| 28. | Włodzimierz Obst     | 19.10.1989        | 30.06.1990        |
| 29. | Aleksander Brożyniak | 01.07.1990        | 31.10.1990        |
| 30. | Jerzy Jatczak        | 01.11.1990        | 31.12.1990        |
| 31. | Eugeniusz Różański   | 01.01.1991        | 20.02.1992        |
| 32. | Leszek Jezierski     | 21.02.1992        | 30.06.1992        |
| 33. | Romuald Szukiełowicz | 01.07.1992        | 31.12.1993        |
| 34. | Jerzy Kasalik        | 01.01.1994        | 31.12.1994        |
| 35. | Orest Lenczyk        | 01.01.1995        | 30.06.1995        |
| 36. | Janusz Pekowski      | 01.07.1995        | 30.06.1996        |
| 37. | Romuald Szukiełowicz | 01.07.1996        | 30.06.1997        |
| 38. | Bogusław Baniak      | 01.07.1997        | 06.04.1999        |
| 39. | Leszek Jezierski     | 07.04.1999        | 31.05.1999        |
| 40. | Albin Mikulski       | 01.07.1999        | 14.04.2000        |
| 41. | Mariusz Kuras        | 15.04.2000        | 30.06.2000        |
| 42. | Janusz Wójcik        | 01.07.2000        | 20.07.2000        |
| 43. | Edward Lorens        | 20.07.2000        | 28.04.2001        |
| 44. | Mariusz Kuras        | 29.04.2001        | 13.06.2002        |
| 45. | Albin Mikulski       | 14.06.2002        | 31.08.2002        |
| 46. | Jerzy Wyrobek        | 04.09.2002        | 30.06.2003        |
| 47. | Bogusław Baniak      | 01.07.2003        | 30.06.2004        |
| 48. | Pavel Malura         | 01.07.2004        | 09.08.2004        |
| 49. | Bogusław Baniak      | 10.08.2004        | 07.10.2004        |
| 50. | Bohumil Páník        | 08.10.2004        | 10.05.2005        |

| Lp. | Imię i nazwisko     | Okres urzędowania | Okres urzędowania |
| --- | ------------------- | ----------------- | ----------------- |
| 51. | Bogusław Pietrzak   | 11.05.2005        | 22.08.2005        |
| 52. | Bohumil Páník       | 23.08.2005        | 15.02.2006        |
| 53. | José Carlos Serrão  | 16.02.2006        | 08.03.2006        |
| 54. | Bohumil Páník       | 08.03.2006        | 17.04.2006        |
| 55. | Mariusz Kuras       | 18.04.2006        | 20.12.2006        |
| 56. | Libor Pala          | 21.12.2006        | 20.03.2007        |
| 57. | Bogusław Baniak     | 21.03.2007        | 30.06.2007        |
| 58. | Marcin Kaczmarek    | 01.07.2007        | 29.11.2007        |
| 59. | Mariusz Kuras       | 30.11.2007        | 14.09.2008        |
| 60. | Piotr Mandrysz      | 15.09.2008        | 16.08.2010        |
| 61. | Maciej Stolarczyk   | 17.08.2010        | 09.11.2010        |
| 62. | Artur Płatek        | 10.11.2010        | 30.05.2011        |
| 63. | Marcin Sasal        | 12.06.2011        | 07.04.2012        |
| 64. | Ryszard Tarasiewicz | 10.04.2012        | 10.06.2012        |
| 65. | Artur Skowronek     | 11.06.2012        | 19.03.2013        |
| 66. | Dariusz Wdowczyk    | 20.03.2013        | 21.10.2014        |
| 67. | Ján Kocian          | 22.10.2014        | 08.04.2015        |
| 68. | Czesław Michniewicz | 09.04.2015        | 23.05.2016        |
| 69. | Kazimierz Moskal    | 24.05.2016        | 04.06.2017        |
| 70. | Maciej Skorża       | 05.06.2017        | 30.10.2017        |
| 71. | Kosta Runjaić       | 06.11.2017        | 23.05.2022        |
| 72. | Jens Gustafsson     | 15.06.2022        | 14.08.2024        |
| 73. | Robert Kolendowicz  | 15.08.2024        | nadal             |

## Sukcesy
| \| \| Zdobyte trofea w rozgrywkach Polski (stan na: 11.07.2025) \| |                                                           |      |                              |
| Rozgrywki                                                          | Osiągnięcie                                               | Razy | Sezon(y)                     |
| Mistrzostwo                                                        | I miejsce                                                 | 0    | 0                            |
| Mistrzostwo                                                        | II miejsce                                                | 2    | 1987, 2001                   |
| Mistrzostwo                                                        | III miejsce                                               | 3    | 1984, 2021, 2022             |
| Puchar                                                             | zdobywca                                                  | 0    | 0                            |
| Puchar                                                             | finalista                                                 | 5    | 1981, 1982, 2010, 2024, 2025 |
| Polska                                                             | Zdobyte trofea w rozgrywkach Polski (stan na: 11.07.2025) |      |                              |

### Na arenie międzynarodowej
- 1/32 finału Pucharu UEFA (2 razy) – 1984/85, 1987/88
- Kwalifikacje Pucharu UEFA (1 raz) – 2001/02
- Kwalifikacje Ligi Konferencji Europy UEFA (3 razy) – 2021/22, 2022/23, 2023/24
- 1. miejsce w grupie Pucharu Intertoto (3 razy) – 1977, 1983, 1987

### Juniorzy
- Mistrz Polski juniorów starszych (2 razy) – 1986, 2021
- Wicemistrz Polski juniorów starszych (3 razy) – 1965, 2016, 2017
- Trzecie miejsce w mistrzostwach Polski juniorów starszych (4 razy) – 1960, 2008, 2012, 2014
- Wicemistrz Polski juniorów młodszych (1 raz) – 2018
- Trzecie miejsce w mistrzostwach Polski juniorów młodszych (1 raz) – 2002

### Królowie strzelców Pogoni
| Liga, sezon           | Imię i nazwisko     | Liczba bramek |
| --------------------- | ------------------- | ------------- |
| I liga 1962/1963      | Marian Kielec       | 18            |
| I liga 1986/1987      | Marek Leśniak       | 24            |
| II liga 1990/1991     | Robert Dymkowski    | 21            |
| Ekstraklasa 2013/2014 | Marcin Robak        | 21            |
| Ekstraklasa 2024/2025 | Efthymios Koulouris | 28            |

## Sztab trenerski

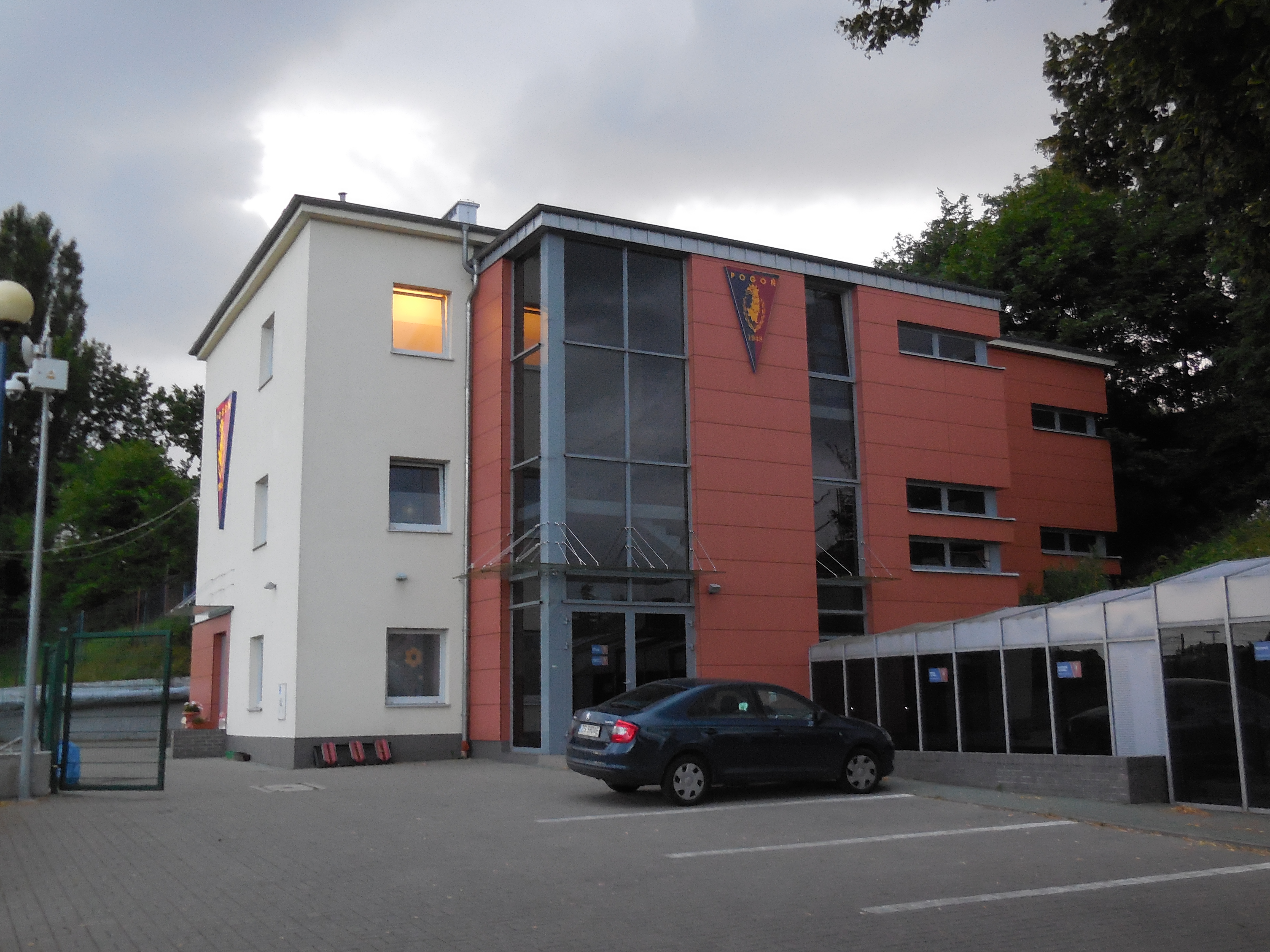
Dawny budynek klubowy

| Funkcja                             | Imię i nazwisko        |
| ----------------------------------- | ---------------------- |
| Trener                              | Robert Kolendowicz     |
| Asystent trenera                    | Paweł Ozga             |
| Asystent trenera                    | Tomasz Grzegorczyk     |
| Asystent trenera                    | Dawid Nowak            |
| Szef banku informacji               | Sławomir Rafałowicz    |
| Analityk                            | Tomasz Krzywonos       |
| Trener bramkarzy                    | Andrzej Krzyształowicz |
| Trener ds. przygotowania fizycznego | Rafał Buryta           |
| Kierownik drużyny                   | Daniel Strzelecki      |
| Lekarz                              | Bartosz Paprota        |
| Lekarz                              | Mariusz Pietrzak       |
| Fizjoterapeuta                      | Patryk Sobczyk         |
| Fizjoterapeuta                      | Bartosz Majocha        |
| Osteopata                           | Michał Żółkiewicz      |
| Dietetyk                            | Wojciech Zep           |

## Piłkarze

### Obecny skład
Stan na 18 lipca 2025 r.
| Nr | Poz. | Piłkarz                  |
| -- | ---- | ------------------------ |
| 2  | OB   | Marian Huja              |
| 4  | OB   | Léo Borges               |
| 6  | PO   | Jan Biegański            |
| 7  | PO   | Musa Juwara              |
| 8  | PO   | Fredrik Ulvestad         |
| 9  | NA   | Eftimis Kuluris          |
| 10 | PO   | Adrian Przyborek         |
| 11 | PO   | Kamil Grosicki (kapitan) |
| 13 | OB   | Dimitrios Keramitsis     |
| 14 | PO   | José Pozo                |
| 17 | OB   | Jakub Lis                |
| 18 | PO   | Paul Mukairu             |
| 19 | PO   | Mor Ndiaye               |

| Nr | Poz. | Piłkarz                        |
| -- | ---- | ------------------------------ |
| 20 | NA   | Patryk Paryzek                 |
| 22 | OB   | Danijel Lončar                 |
| 28 | OB   | Linus Wahlqvist                |
| 29 | PO   | Mateusz Bąk                    |
| 31 | BR   | Krzysztof Kamiński             |
| 32 | OB   | Leonardo Koutris               |
| 35 | PO   | Maciej Wojciechowski           |
| 47 | PO   | Natan Ława                     |
| 36 | OB   | Jakub Zawadzki                 |
| 61 | PO   | Kacper Smoliński (wicekapitan) |
| 77 | BR   | Valentin Cojocaru              |
| 91 | BR   | Kuba Bochniarz                 |
| 99 | NA   | Kacper Kostorz                 |

### Piłkarze na wypożyczeniu
Lista piłkarzy Pogoni Szczecin wypożyczonych do drużyn występujących na poziomie centralnym.
| Nr | Poz. | Piłkarz                           |
| -- | ---- | --------------------------------- |
|    | BR   | Axel Holewiński (w Polonii Bytom) |

| Nr | Poz. | Piłkarz                            |
| -- | ---- | ---------------------------------- |
|    | PO   | Dawid Fornalik (w Świcie Szczecin) |
|    | PO   | Jędrzej Góral (w Świcie Szczecin)  |

### Numery zastrzeżone
| Nr | Poz. | Piłkarz             |
| -- | ---- | ------------------- |
| 5  | PO   | Edi Andradina       |
| 12 |      | kibice klubu        |
| 78 | NA   | Olgierd Moskalewicz |

### Piłkarze Pogoni w Reprezentacji Polski
Pełna lista piłkarzy, którzy wystąpili w meczach seniorskiej Reprezentacji Polski jako zawodnicy Pogoni Szczecin.
Stan na 12 czerwca 2025 roku.
| Lp.      | Imię i nazwisko        | Lata gry  | Występów | Goli | Turnieje         |
| -------- | ---------------------- | --------- | -------- | ---- | ---------------- |
| 1.       | Marian Kielec          | 1962      | 1        | 0    |                  |
| 2.       | Waldemar Folbrycht     | 1968      | 1        | 0    |                  |
| 3.       | Ryszard Mańko          | 1970      | 1        | 0    |                  |
| 4.       | Zenon Kasztelan        | 1973      | 6        | 1    |                  |
| 5.       | Henryk Wawrowski       | 1974–1978 | 25       | 0    | IO 1976          |
| 6.       | Czesław Boguszewicz    | 1976      | 2        | 0    |                  |
| 7.       | Adam Kensy             | 1983      | 3        | 0    |                  |
| 8.       | Krzysztof Urbanowicz   | 1983–1984 | 4        | 0    |                  |
| 9.       | Marek Ostrowski        | 1983–1987 | 33       | 1    | MŚ 1986          |
| 10.      | Kazimierz Sokołowski   | 1985–1986 | 2        | 0    |                  |
| 11.      | Marek Leśniak          | 1986–1987 | 10       | 5    |                  |
| 12.      | Marek Szczech          | 1987      | 2        | 0    |                  |
| 13.      | Dariusz Adamczuk       | 1992      | 3        | 0    | IO 1992          |
| 14.      | Waldemar Jaskulski     | 1993–1995 | 10       | 1    |                  |
| 15.      | Dariusz Szubert        | 1994      | 3        | 0    |                  |
| 16.      | Maciej Stolarczyk      | 1994–2002 | 3        | 0    |                  |
| 17.      | Radosław Majdan        | 2000      | 1        | 0    |                  |
| 18.      | Paweł Drumlak          | 2002      | 1        | 0    |                  |
| 19.      | Przemysław Kaźmierczak | 2005      | 3        | 0    |                  |
| 20.      | Marcin Robak           | 2013–2014 | 5        | 0    |                  |
| 21.      | Wojciech Golla         | 2014      | 1        | 0    |                  |
| 22.      | Kacper Kozłowski       | 2021      | 6        | 0    | ME 2020          |
| 23.      | Kamil Grosicki         | 2022-2025 | 12       | 0    | MŚ 2022, ME 2024 |
| 24.      | Mateusz Łęgowski       | 2022      | 1        | 0    |                  |
| W sumie: | W sumie:               | W sumie:  | 139      | 8    |                  |

### Piłkarze Pogoni w innych reprezentacjach
Pełna lista piłkarzy, którzy wystąpili w meczach seniorskich reprezentacji swoich krajów jako zawodnicy Pogoni Szczecin.
Stan na 25 maja 2025 roku.
| Lp.      | Imię i nazwisko      | Reprezentacja | Lata gry  | Występów | Goli | Turnieje |
| -------- | -------------------- | ------------- | --------- | -------- | ---- | -------- |
| 1.       | Dickson Choto        | Zimbabwe      | 2002      | 1        | 0    |          |
| 2.       | Sergei Mošnikov      | Estonia       | 2012      | 5        | 0    |          |
| 3.       | Dušan Perniš         | Słowacja      | 2013      | 1        | 0    |          |
| 4.       | Ádám Gyurcsó         | Węgry         | 2016–2017 | 6        | 2    |          |
| 5.       | Wladimer Dwaliszwili | Gruzja        | 2016      | 1        | 0    |          |
| 6.       | Spas Delew           | Bułgaria      | 2016–2019 | 12       | 2    |          |
| 7.       | Lasza Dwali          | Gruzja        | 2017–2018 | 7        | 1    |          |
| 8.       | Luka Zahovič         | Słowenia      | 2021–2023 | 12       | 0    |          |
| 9.       | Wahan Biczachczian   | Armenia       | 2022–2024 | 29       | 4    |          |
| 10.      | Linus Wahlqvist      | Szwecja       | 2023–2024 | 10       | 0    |          |
| W sumie: | W sumie:             | W sumie:      | W sumie:  | 85       | 9    |          |

### Najwięcej meczów w barwach Pogoni
Statystyka jest aktualizowana po zakończeniu każdego sezonu (ostatnia aktualizacja: po sezonie 2024/2025).
| Lp.                         | Imię i nazwisko             | Występów                    | Pierwszy i ostatni mecz w Pogoni |
| --------------------------- | --------------------------- | --------------------------- | -------------------------------- |
| 1.                          | Mariusz Kuras               | 486                         | 1983–1999                        |
| 2.                          | Leszek Wolski               | 462                         | 1971–1987                        |
| 3.                          | Andrzej Miązek              | 449                         | 1983–1997                        |
| 4.                          | Zenon Kasztelan             | 368                         | 1965–1982                        |
| 5.                          | Robert Dymkowski            | 347                         | 1990–2002                        |
| Grający w sezonie 2024/2025 | Grający w sezonie 2024/2025 | Grający w sezonie 2024/2025 | Pierwszy i ostatni mecz w Pogoni |
| Kamil Grosicki              | Kamil Grosicki              | 177                         | 2006–nadal                       |
| Benedikt Zech               | Benedikt Zech               | 174                         | 2019–2024                        |
| Mariusz Malec               | Mariusz Malec               | 140                         | 2018–2025                        |
| Rafał Kurzawa               | Rafał Kurzawa               | 121                         | 2021–2025                        |
| Wahan Biczachczian          | Wahan Biczachczian          | 112                         | 2022–2024                        |
| Alexander Gorgon            | Alexander Gorgon            | 109                         | 2020–2024                        |

### Najwięcej goli w barwach Pogoni
Statystyka jest aktualizowana po zakończeniu każdego sezonu (ostatnia aktualizacja: po sezonie 2024/2025).
| Lp.                         | Imię i nazwisko             | Goli                        | Pierwszy i ostatni mecz w Pogoni |
| --------------------------- | --------------------------- | --------------------------- | -------------------------------- |
| 1.                          | Marian Kielec               | 120                         | 1959–1979                        |
| 1.                          | Robert Dymkowski            | 120                         | 1990–2002                        |
| 3.                          | Leszek Wolski               | 115                         | 1971–1987                        |
| 4.                          | Olgierd Moskalewicz         | 92                          | 1991–2010                        |
| 5.                          | Marek Leśniak               | 83                          | 1982–1988                        |
| Grający w sezonie 2024/2025 | Grający w sezonie 2024/2025 | Grający w sezonie 2024/2025 | Pierwszy i ostatni mecz w Pogoni |
| Kamil Grosicki              | Kamil Grosicki              | 51                          | 2006–nadal                       |
| Eftimis Kuluris             | Eftimis Kuluris             | 50                          | 2023–nadal                       |
| Alexander Gorgon            | Alexander Gorgon            | 22                          | 2020–2024                        |
| Wahan Biczachczian          | Wahan Biczachczian          | 18                          | 2022–2024                        |
| Fredrik Ulvestad            | Fredrik Ulvestad            | 13                          | 2023–nadal                       |

## Pogoń w Ekstraklasie
Stan na koniec sezonu 2024/2025.
| Sezony | Mecze | Z   | R   | P   | B+   | B–   | +/–  |
| ------ | ----- | --- | --- | --- | ---- | ---- | ---- |
| 52     | 1583  | 542 | 444 | 597 | 1927 | 2103 | –176 |

Pogoń zajmuje 7. miejsce w tabeli wszech czasów Ekstraklasy.

### Jubileuszowe mecze w Ekstraklasie
| Lp   | Data                   | Mecz                              | Wynik |
| ---- | ---------------------- | --------------------------------- | ----- |
| 1    | 15 marca 1959(dts)     | Pogoń Szczecin – Gwardia Warszawa | 0:1   |
| 100  | 30 sierpnia 1964(dts)  | Pogoń Szczecin – Odra Opole       | 3:1   |
| 500  | 6 marca 1982(dts)      | Bałtyk Gdynia – Pogoń Szczecin    | 0:0   |
| 1000 | 24 listopada 2001(dts) | Wisła Kraków – Pogoń Szczecin     | 1:0   |
| 1500 | 5 lutego 2023(dts)     | Pogoń Szczecin – Śląsk Wrocław    | 0:2   |

### Jubileuszowe gole w Ekstraklasie
| Lp   | Data                  | Strzelec bramki      | Mecz                               | Wynik |
| ---- | --------------------- | -------------------- | ---------------------------------- | ----- |
| 1    | 22 marca 1959(dts)    | Stanisław Mielniczek | Górnik Zabrze – Pogoń Szczecin     | 3:1   |
| 100  | 15 marca 1964(dts)    | Bogdan Maślanka      | Pogoń Szczecin – Lech Poznań       | 1:1   |
| 500  | 26 sierpnia 1978(dts) | Leszek Wolski        | Pogoń Szczecin – Arka Gdynia       | 4:0   |
| 1000 | 3 kwietnia 1996(dts)  | Andrzej Rycak        | Pogoń Szczecin – Siarka Tarnobrzeg | 3:0   |
| 1500 | 8 kwietnia 2017(dts)  | Adam Frączczak       | Pogoń Szczecin – Arka Gdynia       | 5:1   |

## Pogoń w rozgrywkach europejskich
| Mecze w Pucharze UEFA | Mecze w Pucharze UEFA | Mecze w Pucharze UEFA | Mecze w Pucharze UEFA | Mecze w Pucharze UEFA | Mecze w Pucharze UEFA |
| Sezon                 | Runda                 | Przeciwnik            | Dom                   | Wyjazd                | Ogólnie               |
| --------------------- | --------------------- | --------------------- | --------------------- | --------------------- | --------------------- |
| 1984/85               | 1R                    | 1. FC Köln            | 0–1                   | 1–2                   | 1–3                   |
| 1987/88               | 1R                    | Hellas Verona         | 1–1                   | 1–3                   | 2–4                   |
| 2001/02               | Q                     | Fylkir Reykjavik      | 1–1                   | 1–2                   | 2–3                   |

| Mecze w Lidze Konferencji | Mecze w Lidze Konferencji | Mecze w Lidze Konferencji | Mecze w Lidze Konferencji | Mecze w Lidze Konferencji | Mecze w Lidze Konferencji |
| Sezon                     | Runda                     | Przeciwnik                | Dom                       | Wyjazd                    | Ogólnie                   |
| ------------------------- | ------------------------- | ------------------------- | ------------------------- | ------------------------- | ------------------------- |
| 2021/22                   | 2Q                        | NK Osijek                 | 0–0                       | 0–1                       | 0–1                       |
| 2022/23                   | 1Q                        | KR Reykjavík              | 4–1                       | 0–1                       | 4–2                       |
| 2022/23                   | 2Q                        | Brøndby IF                | 1–1                       | 0–4                       | 1–5                       |
| 2023/24                   | 2Q                        | Linfield FC               | 3–2                       | 5–2                       | 8–4                       |
| 2023/24                   | 3Q                        | KAA Gent                  | 2–1                       | 0–5                       | 2–6                       |

| Mecze w Pucharze Intertoto | Mecze w Pucharze Intertoto | Mecze w Pucharze Intertoto | Mecze w Pucharze Intertoto | Mecze w Pucharze Intertoto | Mecze w Pucharze Intertoto |
| Sezon                      | Runda                      | Przeciwnik                 | Dom                        | Wyjazd                     | Ogólnie                    |
| -------------------------- | -------------------------- | -------------------------- | -------------------------- | -------------------------- | -------------------------- |
| 1965/66                    | Grupa B4                   | BSG Chemie Leipzig         | 1–3                        | 0–1                        | 4. miejsce                 |
| 1965/66                    | Grupa B4                   | Slovnaft Bratysława        | 2–3                        | 0–4                        | 4. miejsce                 |
| 1965/66                    | Grupa B4                   | NK Zagreb                  | 3–0                        | 0–2                        | 4. miejsce                 |
| 1976                       | Grupa 8                    | Östers Växjö               | 0–1                        | 0–1                        | 3. miejsce                 |
| 1976                       | Grupa 8                    | Belenenses Lizbona         | 2–2                        | 0–2                        | 3. miejsce                 |
| 1976                       | Grupa 8                    | Næstved BK                 | 3–0                        | 1–1                        | 3. miejsce                 |
| 1977                       | Grupa 10                   | SK Sturm Graz              | 1–0                        | 0–0                        | 1. miejsce                 |
| 1977                       | Grupa 10                   | KB Kopenhaga               | 2–2                        | 1–1                        | 1. miejsce                 |
| 1977                       | Grupa 10                   | CS Chênois                 | 6–1                        | 1–0                        | 1. miejsce                 |
| 1982                       | Grupa 7                    | Brage Borlänge             | 1–0                        | 0–2                        | 2. miejsce                 |
| 1982                       | Grupa 7                    | Sparta Praga               | 2–0                        | 0–1                        | 2. miejsce                 |
| 1982                       | Grupa 7                    | Wiener SC                  | 3–3                        | 4–3                        | 2. miejsce                 |
| 1983                       | Grupa 3                    | Werder Brema               | 2–1                        | 0–4                        | 1. miejsce                 |
| 1983                       | Grupa 3                    | Malmö FF                   | 2–0                        | 1–2                        | 1. miejsce                 |
| 1983                       | Grupa 3                    | FC Sankt Gallen            | 1–1                        | 3–3                        | 1. miejsce                 |
| 1987                       | Grupa 2                    | Hammarby Sztokholm         | 3–0                        | 3–2                        | 1. miejsce                 |
| 1987                       | Grupa 2                    | FC La Chaux-de-Fonds       | 6–3                        | 4–0                        | 1. miejsce                 |
| 1987                       | Grupa 2                    | 1. FC Magdeburg            | 3–1                        | 1–2                        | 1. miejsce                 |
| 1988                       | Grupa 9                    | Grasshopper Club Zürich    | 0–0                        | 0–1                        | 3. miejsce                 |
| 1988                       | Grupa 9                    | Östers Växjö               | 2–0                        | 0–0                        | 3. miejsce                 |
| 1988                       | Grupa 9                    | Pécsi Munkás SC            | 0–0                        | 1–3                        | 3. miejsce                 |
| 1993                       | Grupa 3                    | FC Lausanne-Sport          | 0–4                        |                            | 4. miejsce                 |
| 1993                       | Grupa 3                    | IFK Norrköping             |                            | 1–4                        | 4. miejsce                 |
| 1993                       | Grupa 3                    | FC Kopenhaga               | 4–1                        |                            | 4. miejsce                 |
| 1993                       | Grupa 3                    | Austria Wiedeń             |                            | 0–2                        | 4. miejsce                 |
| 1995                       | Grupa 8                    | AS Cannes                  | 1–2                        |                            | 5. miejsce                 |
| 1995                       | Grupa 8                    | FC Farul Constanța         |                            | 1–2                        | 5. miejsce                 |
| 1995                       | Grupa 8                    | Dniapro Mohylew            | 3–3                        |                            | 5. miejsce                 |
| 1995                       | Grupa 8                    | FK Bečej                   |                            | 1–2                        | 5. miejsce                 |
| 2005                       | 1R                         | Tiligul-Tiras Tyraspol     | 6–2                        | 3–0                        | 9–2                        |
| 2005                       | 2R                         | Sigma Ołomuniec            | 0–0                        | 0–1                        | 0–1                        |

| Mecze w Lidze Młodzieżowej UEFA | Mecze w Lidze Młodzieżowej UEFA | Mecze w Lidze Młodzieżowej UEFA | Mecze w Lidze Młodzieżowej UEFA | Mecze w Lidze Młodzieżowej UEFA | Mecze w Lidze Młodzieżowej UEFA |
| Sezon                           | Runda                           | Przeciwnik                      | Dom                             | Wyjazd                          | Ogólnie                         |
| ------------------------------- | ------------------------------- | ------------------------------- | ------------------------------- | ------------------------------- | ------------------------------- |
| 2021/22                         | 1R                              | Deportivo La Coruña U-19        | 3–0                             | 0–4                             | 3–4                             |

Oznaczenia: Q – runda kwalifikacyjna; R – runda eliminacyjna; Grupa – faza grupowa; 1/16, 1/8, 1/4, 1/2 – odpowiednia runda fazy pucharowej; F – finał; k. – rzuty karne; los. – losowanie; dogr. – dogrywka; w. – zasada bramek strzelonych na wyjeździe.

## Władze i sponsorzy

### Władze Pogoni Szczecin SA
Prezes zarządu: Vahid Haditaghi

Wiceprezes zarządu: Tan Kesler

Członkowie zarządu: Piotr Derkowski, Rafał Chlasta

### Sponsorzy
Sponsorzy strategiczni: Miasto Szczecin, Star-Typ Sport, Toyota.

Sponsor techniczny: Capelli Sport.

Pozostali sponsorzy: Drobimex, Bosman, Asprod, Szczecińska Energetyka Cieplna, Port Szczecin-Świnoujście, Pomorze Zachodnie.

## Kibice
Pogoń Szczecin jest jednym z dwóch klubów z Pomorza Zachodniego, który występował w Ekstraklasie, dlatego jego kibicowska pozycja w regionie jest najmocniejsza. Kibice Pogoni dominują na niemal całym obszarze dawnego województwa szczecińskiego, a także w powiatach drawskim, choszczeńskim oraz myśliborskim. W regionie kibice Pogoni mają zgodę z fanami Kotwicy Kołobrzeg oraz układ z kibicami MKS-u Karlino i Pogoni Barlinek. Mniejsze grupy osób wspierających Pogoń występują także we wschodniej części województwa zachodniopomorskiego (wyłączając rejon Koszalina), w północnej części województwa lubuskiego (wyłączając rejon Gorzowa), w Berlinie, Warszawie, Jaworznie czy Opolu Lubelskim.
Kibice Pogoni Szczecin od połowy lat 70. XX wieku z przerwami przyjaźnili się z fanami Legii Warszawa. Zgoda została zakończona 27 września 2013 roku. Od 8 kwietnia 2023 roku fanów Pogoni łączy zgoda z kibicami Feyenoordu Rotterdam. Pozostałymi klubami zagranicznymi z którymi Pogoń utrzymuje bliższe kontakty są: Újpest FC, NK Osijek oraz BFC Dynamo.
Jako ogół, za aktywny i zorganizowany doping wyróżnieni zostali dwukrotnie nagrodami głównymi w I i II edycji konkursu Orange Fair Play – za rundę wiosenną sezonu 2004/2005 i rundę jesienną sezonu 2005/2006.
Przedstawiciele sympatyków Pogoni byli jednymi z założycieli Ogólnopolskiego Związku Stowarzyszeń Kibiców, a Robert Jacoszek ze Stowarzyszenia Kibiców Pogoni Szczecin „Portowcy” został członkiem pierwszego zarządu Związku.

## Hymn
Autorem hymnu Pogoni Szczecin jest thrashmetalowy zespół muzyczny Quo Vadis. Hymn My Portowcy miał swoją premierę przed meczem ze Stalą Szczecin, 10 maja 2008 roku.
Szczeciński zespół już wcześniej komponował z myślą o Dumie Pomorza – w 2002 roku powstał utwór Pogoń Szczecin wita was, odtwarzany w latach 2002–2008 przed meczami podczas wejścia piłkarzy na murawę.
Podczas meczów domowych Pogoni wraz z pierwszym gwizdkiem sędziego oraz po każdej strzelonej przez gospodarzy bramce na stadionie rozlega się dźwięk syreny okrętowej, mającej symbolizować związki klubu z portem. Oprócz tego po bramkach Pogoni z głośników rozlega się utwór I will survive w wykonaniu zespołu Hermes House Band (cover utworu autorstwa Glorii Gaynor).

## Barwy, herb i strój klubowy
Podstawowy strój sportowy w którym występują piłkarze Pogoni Szczecin jest odzwierciedleniem barw z herbu Szczecina i flagi miasta Szczecina, pierwotnie czerwonych i niebieskich lub obecnie granatowych i bordowych. Od 2015 roku stroje to ponownie tzw. pasiaki; klub zrezygnował z jednolitych granatowych kompletów i wrócił do historycznych koszulek „Portowców” oraz klubowych barw. Producentami strojów klubu na przestrzeni lat były m.in. firmy sportowe: Uhlsport, Adidas, Lotto, Nike, ZINA. Tradycyjnie koszulka ozdobiona jest też herbem klubowym, w trójkątną tarczę stożkiem skierowanym w dół, na którym widnieje złota ukoronowana głowa gryfa otoczona wieńcem ze stylizowanych gałązek oliwnych, napis „Pogoń” oraz data założenia „1948”. Herb klubu został zarejestrowany w 2005 roku w urzędzie patentowym.
Ponieważ w herbie Szczecina i godle klubu widnieje głowa pomorskiego gryfa, maskotką Pogoni jest Gryfus, czerwony pomorski gryf ubrany w klubowe barwy. Pogoń Szczecin była pierwszym klubem ekstraklasy, który z inicjatywy kibiców wprowadził na swój stadion maskotkę.

## Stadion

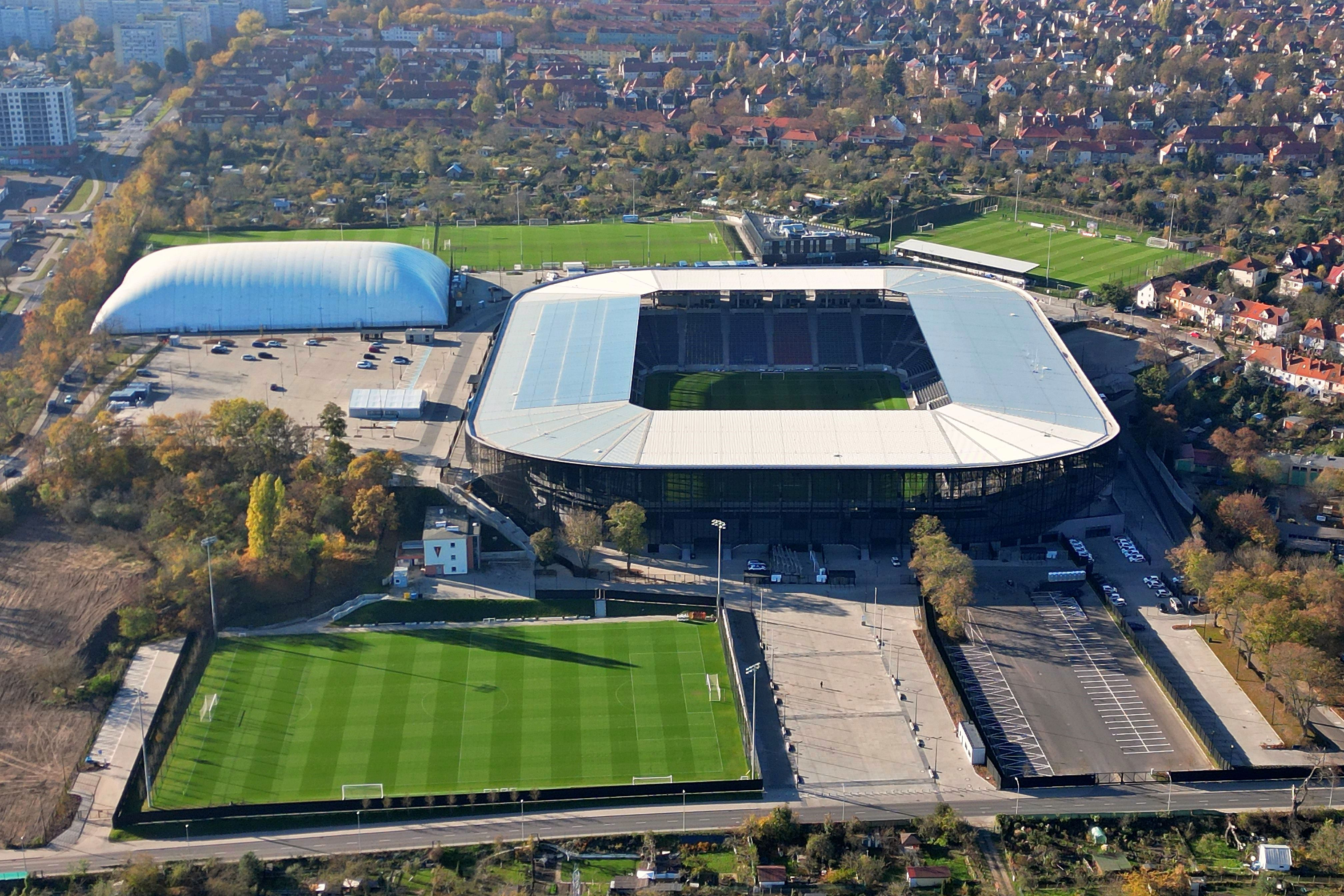
Siedziba klubu: Stadion Miejski wraz z obiektami towarzyszącymi

Pogoń swoje mecze w Szczecinie rozgrywa na Stadionie Miejskim. Przed przebudową jego pojemność wynosiła 18 027 miejsc (1572 pod zadaszeniem i 1000 w sektorze kibiców przyjezdnych). Na stadionie wszystkie miejsca dla publiczności zawsze były siedzące. Obiekt dysponował sztucznym oświetleniem o natężeniu 2300 luksów i podgrzewaną płytą głównego boiska o wymiarach 105 × 68 metrów. Najbardziej zagorzali sympatycy Dumy Pomorza zwykli dopingować swoją drużynę na sektorach 10, 11 i 12, czyli na tak zwanym „młynie”, sektory 17-19 były rodzinne,  sektor 23 był dla kibiców gości (przy nieużywanym 22 jako buforze), ponadto część sektorów była wyłączona z użytku z powodu umieszczonych na nich reklam sponsorów i oszczędności.
W trakcie trwającej w latach 2019 – 2022 przebudowy stadionu pojemność została ograniczona najpierw do około 4.000 miejsc na trybunie północnej (widoczne na zdjęciu obok), pozostałe zostały rozebrane i na ich miejscu trwała budowa nowych. Na koniec sezonu 2019/20 ukończona była budowa trybun południowej i zachodniej, na których było około 8.000 miejsc i rozpoczęta była budowa nowej trybuny wschodniej (wcześniej jej nie było).
Stara trybuna północna została rozebrana jesienią 2020 r. (mecze rozgrywano wówczas bez kibiców z powodu pandemii COVID-19). W maju 2021 r., po poluzowaniu restrykcji epidemiologicznych, otwarto dla kibiców prawie całą trybunę południową, większą część zachodniej i łączący je narożnik, co dawało owe 8.000 miejsc. Na budowie nowej trybuny północnej zawieszono wiechę 5 października 2021 r.
11 września 2022 r. na mecz z Lechem Poznań otwarto większość nowych trybun, oprócz północnej, pod którą wykańczano jeszcze pomieszczenia klubowe, co umożliwiło obejrzenie meczu prawie 17 tysiącom kibiców. Natomiast uroczystość otwarcia stadionu, połączona z możliwością zwiedzenia nowych pomieszczeń, odbyła się 1 października 2022 r., przed meczem z Lechią Gdańsk. Oficjalnego otwarcia dokonali wiceprezes UEFA Zbigniew Boniek, prezydent Szczecina Piotr Krzystek i prezes Pogoni Jarosław Mroczek, mecz (przy specjalnych efektach świetlnych) obejrzało ponad 20 tysięcy widzów (ostateczna pojemność stadionu wynosi 21.163 miejsca), a Pogoń wygrała 2:1 z Lechią Gdańsk, zdobywając wtedy prowadzenie w ekstraklasie.

## Pogoń II Szczecin
Oprócz pierwszej drużyny Pogoń posiada zespół rezerw występujący w rozgrywkach III ligi oraz Centralnej Ligi Juniorów. Trzon tej drużyny stanowią piłkarze w młodym wieku uzupełniani w meczach piłkarzami pierwszej drużyny.

### Sztab trenerski II zespołu
| Funkcja           | Imię i nazwisko     |
| ----------------- | ------------------- |
| Trener            | Paweł Cretti        |
| II trener         | Rafał Andruszko     |
| Asystent          | Patryk Dąbrowski    |
| Trener bramkarzy  | Maciej Borowski     |
| Trener motoryczny | Przemysław Franczak |